# Humberto Cavero
Humberto Cavero (Lima, 14 de septiembre de 1945 - Lima, 19 de septiembre de 2017) fue un actor peruano, conocido por La familia Orozco (1982), Los de Arriba y los de Abajo (1994) y Contracorriente (2009). Estuvo casado con la también actriz Haydeé Cáceres y es padre de Trilce Cavero.
En 2016, Cavero y su esposa fueron reconocidos por el Congreso de la República por su trayectoria artística.

## Créditos
- La familia Orozco (1982)
- La ciudad y los perros (1985)
- Matalaché (serie de TV) (1988)
- Tofi (Serie de TV) (1988)
- Ricardo Fernández in ¿Y ... dónde está el muerto?  (1992)
- Los de Arriba y los de Abajo (Serie de TV) (1994)
- Que buena raza (2002)
- Mil oficios (2002)
- Chacalón: El ángel del pueblo (2005)
- María de los Ángeles (2005) como Josefina Barraza Terrones
- Lobos de mar (2006)
- Magnolia Merino, la historia de un mounstruo (serie de TV) (2008)
- Contracorriente (2009)
- Mi amor, el wachimán (Serie de TV) (2012) - 1 episodio